# Kirsten Flagstad
Kirsten Malfrid Flagstad (Hamar, Noruega, 12 de juliol de 1895 – Oslo, 7 de desembre de 1962) va ser una cantant d'òpera noruega, considerada una de les millors sopranos dramàtiques wagnerianes del segle xx. En escena resultava molt expressiva i va ser admirada per la pura bellesa tonal de la seua veu i consistència de línia i to.

## Primers anys i carrera posterior

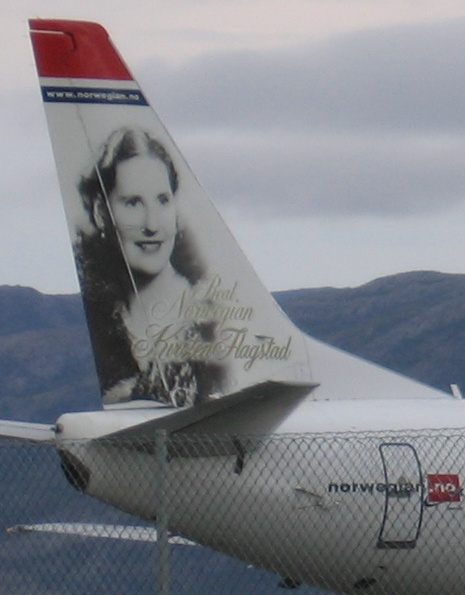
Imatge de Kirsten Flagstad en un avió noruec

Flagstad va nàixer en una família musical. Son pare era el director d'orquestra Michael Flagstad i sa mare la pianista Marie Flagstad Johnsrud. Va rebre una educació musical inicial a Oslo, i va debutar al Teatre Nacional d'Oslo com a Nuri a l'òpera de Eugen d'Albert Tiefland (Terra baixa) l'any 1913.
Després d'ulteriors estudis a Estocolm, va començar una carrera com a cantant d'òpera i opereta a Noruega. Va ser contractada al teatre municipal de Göteborg, Suècia, des de 1928 fins a 1932.
Després de cantar opereta i rols lírics, com la Margarida de Faust durant més d'una dècada, Flagstad es va convèncer que havia d'assumir papers operístics més dramàtics, com Tosca i Aida. Tenia quasi quaranta anys, i ja estava considerant una retirada. El 1932 va interpretar el paper d'Isolda i va semblar haver trobat la seua vertadera veu. Ellen Gulbranson (1863-1946), una soprano noruega a Bayreuth, va convèncer Winifred Wagner perquè realitzara una audició a Flagstad per a Bayreuth. Flagstad va ser contractada per a papers menors el primer any, i després per al de Sieglinde a Die Walküre.

## Carrera en el Metropolitan i altres llocs
El seu debut en el Metropolitan Opera com a Sieglinde, retransmès a tota la nació el 2 de febrer de 1935, va causar sensació. Quatre dies més tard, Flagstad va cantar Isolda, i més tard, en el mateix mes, Brunilda de Die Walküre i Götterdämmerung per primera vegada. En la mateixa temporada, va cantar Elsa, a Lohengrin, Elisabeth, a Tannhäuser i la seua primera Kundry, de Parsifal. Gairebé de la nit al dia, s'havia establert com la soprano wagneriana preeminent de l'època. Fidelio (de 1936 en endavant) va ser el seu únic paper no wagnerià en el Met abans de la guerra. Es diu que va salvar al Metropolitan Opera de l'amenaça de fallida. L'any 1936 va interpretar tres Brunildes a Der Ring des Nibelungen, que s'estava representant en l'Òpera de San Francisco. El 1937 va debutar en l'Òpera de Chicago.
Durant els anys 1936 i 1937 va interpretar els papers d'Isolda, Brunilda i Senta a la Royal Opera House, Covent Garden, amb direcció de Sir Thomas Beecham, Fritz Reiner i Wilhelm Furtwängler, provocant un entusiasme semblant a l'aconseguit a Nova York.
La seua interpretació del "crit de guerra" de Brunilda en l'òpera de Wagner Die Walküre va ser immortalitzada per a la pantalla en el musical antològic The Big Broadcast of 1938.
Tanmateix, la seua carrera en el Met va patir de certs alts i baixos. Flagstad es va involucrar en una llarga baralla amb l'estrella Lauritz Melchior després que aquest s'ofenguera per alguns comentaris de Kirsten sobre unes "estúpides fotos publicitàries", per a fer les quals Flagstad s'havia sentit pressionada per Melchior. També es va enfrontar a Edward Johnson després de la mort d'Arthur Bodansky, quan va voler que la dirigira el seu acompanyant, Edwin MacArthur, en lloc d'Erich Leinsdorf. Quan va abandonar el Met a principis dels anys 1940 havia superat les seues diferències amb Melchior i Johnson. Ells, això no obstant, van fer poc per ajudar a Flagstad quan va ser atacada després de la Segona Guerra Mundial.

## Segona Guerra Mundial i dificultats de postguerra
L'any 1941, després de l'esclat de la Segona Guerra Mundial, Flagstad va tornar a Noruega per a estar amb el seu marit, i hi va romandre al llarg de la guerra. No va actuar a Noruega ni en cap país ocupat per Alemanya durant el conflicte. Ben al contrari, es va esforçar per cantar a Suïssa i Suècia. El seu marit va ser detingut després de la guerra per haver venut subministraments als alemanys. Ell estava ja molt malalt i va morir poc després, i el seu patrimoni va ser confiscat per l'estat. Tot i que el seu comportament durant la guerra estava lliure de controvèrsia, la tornada de Flagstad a Noruega durant la guerra i certa ingenuïtat política per la seua banda li van crear algunes enemistats, especialment en els Estats Units, on l'ambaixador noruec va encapçalar una infatigable campanya personal contra ella. El columnista Walter Winchell també va desenvolupar una campanya contra ella; Melchior i Edward Johnson van refusar ajudar-la. En un concert a Filadèlfia, part del públic li va llançar bombes fètides.

## Carrera posterior
Durant quatre temporades consecutives en el Covent Garden, de 1948 a 1952, Flagstad va repetir tots els seus papers wagnerians, incloent Kundry i Sieglinde. També en aquesta època va protagonitzar l'estrena mundial de les Quatre últimes cançons de Richard Strauss sota la batuta de Wilhelm Furtwängler en el Royal Albert Hall. Aquesta llegendària interpretació del 22 de maig de 1950 va ser enregistrada i pot adquirir-se avui en dia, encara que el so és bastant pobre. Va fer una gira per Sud-amèrica l'any 1948 i va tornar a San Francisco el 1949 però no va ser invitada a tornar al Met fins que Rudolph Bing va assumir-ne la direcció. En la temporada 1950-1951, tot i que ja es trobava en la cinquantena, Flagstad es va mostrar encara en forma per a interpretar Isolda, Brunilda i Fidelio.
Flagstad fou la gran protagonista de la temporada 1949-1950 al Liceu, cantant una darrere l'altra Tristan und Isolde, Götterdämmerung i Die Walküre, en menys d'un mes.
Va fer el seu recital de comiat en el Met l'1 d'abril de 1952, en el paper protagonista de l'òpera de Gluck Alceste. Les seues últimes interpretacions operístiques van ser amb la Dido de Purcell en el Mermaid Theatre de Londres, el 1953, enregistrades i comercialitzades per EMI.
Després de retirar-se de l'escenari, va continuar oferint concerts i fent enregistraments. Des de 1958 fins a 1960, Flagstad va ser directora general de l'Òpera Nacional Noruega.
De totes les seues gravacions, la gravació completa de Tristan und Isolde amb Furtwängler es considera la millor representació del seu art interpretatiu en la seua maduresa. Tanmateix, cal dir que els seus enregistraments previs a la guerra mostren la seua veu amb major brillantor i claredat. Al llarg de la seua carrera va gravar nombroses cançons, de Grieg i altres, i en elles s'evidencia una veu que mantenia estable la seva bellesa durant els seus molts anys a l'escenari.
Flagstad va morir a Oslo als 67 anys. El seu retrat apareix en els bitllets noruecs de 100 corones.

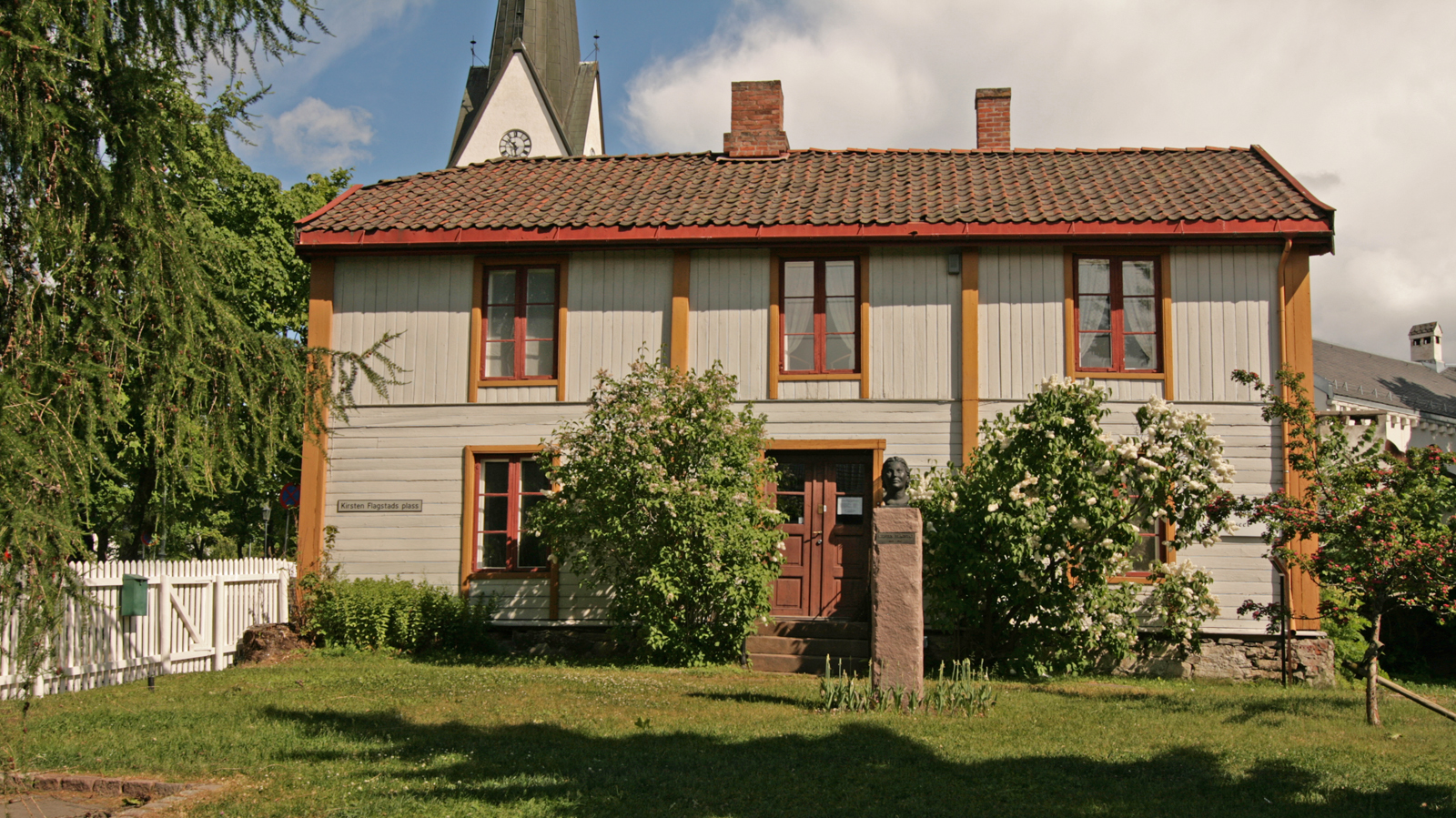
Casa natal de Kirsten Flagstad a Hamar, avui Museu Kirsten Flagstad

El Museu Kirsten Flagstad es troba a Hamar, Noruega, i conté una col·lecció privada d'objectes relacionats amb el món de l'òpera que hom pensa que és la més àmplia del món. Les seues vestimentes criden l'atenció, i inclouen alguns fons prestats pels Arxius del Metropolitan Opera.

## Enregistraments representatius
Un ampli conjunt d'enregistraments de Flagstad es va comercialitzar en diversos volums amb l'etiqueta Simax, que sembla estar actualment fora de comerç.
Els seus enregistraments anteriors a la guerra inclouen treballs d'estudi d'àries de Wagner, Beethoven i cançons de Grieg, així com duets de Lohengrin, Parsifal, i Tristan und Isolde amb Lauritz Melchior. Estan disponibles en l'etiqueta RCA/BMG, així com bones transferències de Preiser i Romophone.
Moltes retransmissions del Met sobreviuen i circulen entre els col·leccionistes i més recentment en CD. Cal esmentar:
- Die Walküre, Acte I i fragments del II, del seu debut radiofònic el 1935.
- Tristan und Isolde, interpretacions de 1935, 1937, i 1940 totes disponibles.
- Tannhäuser: 1936, amb Melchior i Tibbett, i 1941 (l'últim comercialitzat oficialment en LP del Metropolitan Opera).
- Sigfrid: 1937, Lauritz Melchior i Friedrich Schorr (disponible en Naxos i Guild).
- Lohengrin: 1937, amb Rene Maison.
- Die Walküre: 1940, diverses companyies.

Després de la Segona Guerra Mundial cal esmentar entre els nombrosos enregistraments d'estudi:
- Escenes de Wagner, incloent el duet final de Sigfrid (Testament CDs, amb llicència d'EMI)
- Götterdämmerung: Escena final amb Furtwängler - EMI
- Cançons Noruegues: EMI

Potser el seu enregistrament més cèlebre és el Tristan und Isolde de 1951 amb Furtwängler, que mai no ha estat fora de comercialització. Està disponible en EMI i Naxos, entre d'altres.
Després de 1955, a la fi de la seua carrera, va enregistrar amb Decca:
- Diversos àlbums de Grieg, Sibelius, Brahms, etc. amb orquestra i piano.
- Àries de Wagner amb Knappertsbusch (estèreo)
- Actes I i III de Die Walküre (com Sieglinde i Brunilda, respectivament) així com el duo Brunilda/Sigmund de l'Acte II (dirigit per Knappertsbusch i Georg Solti, com un assaig per al projecte integral de Decca de l'Anell).
- I la seua gran Fricka en Das Rheingold de Decca l'any 1958.